# 长尾刺剑水蚤
长尾刺剑水蚤（学名：Acanthocyclops longifurcus）为剑水蚤科刺剑水蚤属的动物，是中国的特有物种。分布于西藏、青海等地，多栖息于海拔4350米的高原以及分布于河沟与湖泊的沿岸带。